# Elektronická paměť

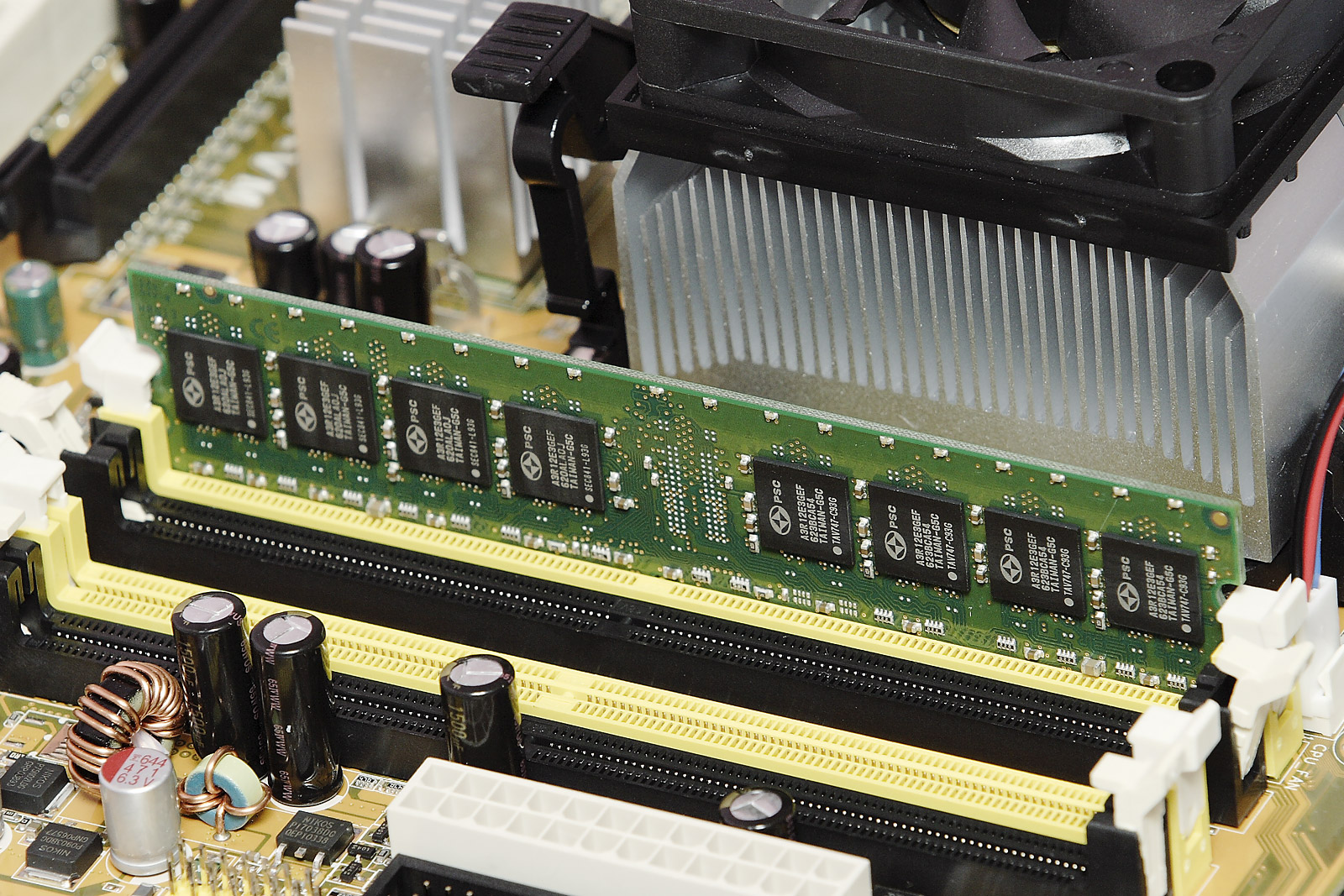
Počítačová paměť DDR2 instalovaná v osobním počítači

Elektronická paměť je součástka, zařízení nebo materiál, který umožní uložit obsah informace (zápis do paměti), uchovat ji po požadovanou dobu a znovu ji získat pro další použití (čtení paměti).
Informace je obvykle vyjádřena jako číselná hodnota, nebo je nositelem informace modulovaný analogový signál. Pro své vlastnosti se používá binární (dvojková) číselná soustava, která má pouze dva stavy, které se snadno realizují v elektronických obvodech. Pro uchování informace tedy stačí signál (např. elektrické napětí), který má dva rozlišitelné (dostatečně různé) stavy a není třeba přesně znát velikost signálu.
Základní jednotkou ukládané informace je jeden bit (zkratka z binary digit), jedna dvojková číslice. Tato číslice může nabývat dvou hodnot, které nazýváme
- „logická nula“ a
- „logická jednička“.

Logická hodnota bitu může být reprezentována různými fyzikálními veličinami:
- přítomnost nebo velikost elektrického náboje
- stav elektrického obvodu, zejména polovodičového, např. v otevřeném tranzistoru
- směr nebo přítomnost magnetického toku (pro kódování informace do magnetického toku se častěji používají složitější modulace), např. v magnetické vrstvě na disku nebo pásce
- různá propustnost nebo odrazivost světla, např. v CD-ROMu nebo v děrném štítku.

Pro správnou funkci paměti je třeba řešit kromě vlastního principu uchování informace také lokalizaci uložených dat. Mluvíme o adrese paměťového místa, kde adresa je obvykle opět číselně vyjádřena.

## Typy pamětí a jejich členění

### Základní přehled
Paměti lze dělit z několika hledisek:
1. energetická závislost
  - paměti vyžadující pro zachování informace přísun energie - zejména paměti typu RAM,
  - paměti nevyžadující pro zachování informace přísun energie, např. HDD, FDD, optické disky nebo EEPROM,
2. režim práce s informací
  - paměti umožňující pouze čtení informace, např. paměti ROM, CD, DVD nebo BluRay,
  - paměti umožňující opakované čtení informace ale pouze jedno zapsání informace, např. paměti PROM, CD-R, DVD+-R,
  - paměti umožňující opakované čtení i záznam informace, např. paměti EPROM, HDD, FDD, CD-RW nebo DVD-RW
3. fyzikálního principu
  - retence náboje, zejména v polovodičové paměti založené na tranzistorech,
  - změna orientace remanentní magnetické indukce, např. v HDD, FDD, ZIP a v JAZ,
  - vychýlení laserového svazku, jako u CD, DVD nebo BluRay,
  - rozklad materiálu - typicky optické disky umožňující jeden zápis, jako CD+-R a DVD+-R
  - fázová transformace materiálu, jako v přepisovatelných optických discích typů CD-RW, DVD-RW, DVD-RAM, P-RAM/C-RAM/PC-RAM
  - spintronika
4. přítomnosti pohyblivých segmentů
  - statická media - "polovodičové paměti"
  - rotující media, např. HDD, FDD, optické disky,
5. "provedení"
  - autonomní paměť, zpravidla "polovodičové paměti",
  - mechanika se vkládacím mediem, např. optické disky)
6. odolnosti vůči:
  - mechanickým šokům (vibrace)
  - teplotě
  - elektro-magnetickým polím
  - energetickému záření
7. praktických parametrů
  - rychlost
  - kapacita
  - cena za bit
  - spolehlivost
  - doba opotřebení, počet cyklů R/W

### Podle materiálu a fyzikálních principů
- magnetická paměť – založené na magnetických vlastnostech materiálu, informaci uchovává směr magnetizace.
- polovodičová paměť – využívá vlastností polovodičových tranzistorů, buď se realizují klopnými obvody (technologie TTL), nebo obnovováním elektrického náboje (CMOS)
- optická paměť – využívá optických vlastností materiálu, např. odraz světla.
- magnetooptická paměť – využívá změny orientace remanentní magnetické indukce po ohřevu materiálu
- feritová paměť – jako nosič jednoho bitu je používáno feritové jádro o rozměru cca 0,8 mm, magnetická orientace se překlápí proudovým impulsem (zastaralé)
- paměť se zpožďovací linkou – využívá pomalejšího průchodu vlny speciálním prostředím

### Režim činnosti polovodičových pamětí
- dynamické – informace se musí periodicky obnovovat cyklem čtení, náročnější na řídící logiku
- statické – informace zůstává uchována i bez obnovování, mají vyšší cenu za bit

### Podle závislosti na napájení
- napěťově závislé (volatilní) – pro uchování a přístup k informacím potřebuje paměť napájecí napětí, při odpojení se informace ztrácí
- napěťově nezávislé (nevolatilní) – potřebuje napájení pro činnost (čtení, zápis), ale při odpojení napájení se informace uchová

### Podle přístupu
- RAM (Random Access Memory) – s libovolným přístupem, doba přístupu k obsahu není závislá na umístění (adrese). Počítačové disky jsou považovány za paměti typu RAM, i když to není přesné.
- sekvenční – doba přístupu k obsahu je závislá na umístění, například páska
- asociativní – adresovaná obsahem, adresou je klíčová hodnota ukládaná s informací
- sériový – například fronta FIFO (to sem asi nepatří)

### Podle schopnosti zápisu
- RWM (Read Write Memory) – Paměť pro zápis i čtení (Termín RAM obvykle označuje tento typ paměti - název RWM se neuchytil).
- ROM (Read Only Memory) – Paměť pouze pro čtení. Informace je do paměti uložena jednorázově při výrobním procesu.
- PROM (Programmable Read Only Memory) – Paměť se vyrobí bez informace a pomocí speciálního zařízení (programátor) si ji naprogramuje uživatel.
- EPROM (Eraseable Programmable Read Only Memory) – Paměť je možné vymazat speciálním způsobem (např. ultrafialovým zářením) a znovu přeprogramovat.
- WMM (Write Mostly Memory), někdy uváděna jako WOM (Write Only Memory) – Při provozu je používána jen pro zápis, informace je čtena jednorázově na konci provozního cyklu. Mívá speciální využití (černá skříňka).
- WOM (Write Only Memory) – Nerealizované nesmyslné zařízení, jež se stalo součástí inženýrského folklóru.
- EEPROM (E2PROM) (Electric Erasable PROM) – Obdoba EPROM, mazání však probíhá pomocí elektrického „impulsu,“ maže se buňka po buňce. Počet zápisů je omezen – cca 1000 přepisů.
- Flash EPROM (Paměť EPROM s rychlým mazáním) – Obdoba EEPROM, mazání však probíhá po blocích buněk. Lze ji smazat pouze celou (1ms) nebo po částech – ne po jednotlivých buňkách. Počet zápisů je přibližně 100 000.

Všechny paměti xROM jsou statické a Non-Volatile – jednou zapsaná informace zůstává trvale uložena. Volatilita je schopnost paměťové buňky udržet si informaci i bez napájení.

### Podle určení
Podle toho, jestli je součástí přístroje anebo se k němu připojuje - kabelem, konektorem:
1. Vnitřní paměť (primární)
  - Akumulátor
    - registr v procesoru o velikosti délky slova CPU (8, 16, 32, 64 bitů)
    - může být rychlejší než ostatní registry (kratší kód instrukcí)
    - s akumulátorem pracuje většina instrukcí (aritmetické a logické operace)

  - Registry procesoru
    - několik (až desítky) registrů
    - součást procesoru
    - ukládání operandů a výsledků aritmetických a logických operací
    - nejrychlejší paměť připojená k procesoru (stejně rychlá, jako procesor)

  - Cache
    - pro urychlení komunikace s pamětí
    - rychlá statická paměť
    - u novějších procesorů velikost stovky kB až MB
    - více úrovní, přičemž číslo určuje vzdálenost od procesoru
      - L1 – typicky přímo na procesoru
      - L2 – například na destičce s procesorem (tzv. boxované procesory)
      - L3 – na základní desce

    - write through – data se zapisují ihned (čeká se na dokončení zápisu)
    - write back – data se zapisují později (na dokončení zápisu se nečeká)

  - Operační paměť RAM
    - pomalejší než procesor, rychlejší než vnější paměti
    - velikost desítky až stovky MB (až GB)
    - ve von Neumannově architektuře počítače použita pro program i pro data
    - typicky dynamická paměť
2. Vnější paměť
  - Sekundární paměti
    - Pevný disk
    - je na nich systém souborů (struktura adresářů)
    - obsahuje obvykle statickou nebo dynamickou cache pro urychlení čtení/zápisu

  - Terciární paměti
    - zařízení k zálohování dat
    - CD a DVD, Optické disky, …

### Podle provedení
Podle tvaru může být:
1. pásková paměť
2. disková paměť
  - disketa
  - pevný disk
3. CD-ROM, DVD
4. polovodičová součástka
  - flash paměť,
  - SIMM, DIMM.

### Rychlost a cena za bit
Zpravidla rychlost a cena jdou spolu - čím větší je rychlost, tím dražší je také na objem paměti:
- Paměti s nejrychlejším přístupem jsou polovodičové paměti, které jsou součástí procesorů, nebo používané pro cache procesorů. Obvykle mají menší kapacitu než operační paměť. Mají nejvyšší cenu za bit.
- Operační paměti jsou kompromisem mezi rychlostí, cenou a kapacitou. Dnes se používají výhradně polovodičové paměti. V minulosti se používaly i feromagnetické paměti a bubnové magnetické paměti.
- Pro vnější paměti se používají pomalé, ale laciné paměti, u kterých je možné dosahovat velké kapacity za přijatelnou cenu. Rozdíly mezi paměťovými periferiemi spočívají v technologii a v ceně za bit jsou také velmi rozdílné. Používají se media od pomalé diskety s malou kapacitou až po rychlé SCSI pevné disky a disková pole s obrovským paměťovým prostorem. Tato datová média jsou obvykle s magnetickým nebo optickým záznamem informace. Asi od r. 2006, kdy výrazně klesá cena se začínají prosazovat i polovodičové paměti, např. flash paměť s rozhraním ATA ADM.

Pokud se rychlejší typ paměti (často navíc objemově úspornější) podaří pokrokem technologie zlevnit, nahrazují ty pomalejší (často se zaostávající, menší kapacitou), např. pevné disky a flash paměti nahrazují optické disky velikosti CD a DVD, které dříve nahradily diskety, které se rovněž vyvíjely od velkých s menší kapacitou k objemově menším s větší kapacitou atd. Dlouho očekávané nahrazení pevných disků polovodičovými pamětmi zatím nenastalo, protože HDD se rovněž vyvíjejí a při stále menším objemu rovněž úspěšně zvyšují kapacitu.

## Vnitřní paměť
Vnitřní paměť je označení pro elektronickou paměť, ke které má procesor přímý přístup. Vnitřní paměť je zpravidla volatilní (nestálá) a po vypnutí počítače se její obsah ztrácí. Vnitřní pamětí se v architektuře počítače označuje paměť určená pro uložení strojového kódu běžících procesů a pro data těmito procesy právě zpracovávaná. Srovnej s vnější paměť.
O správu obsahu vnitřní paměti, alokace paměti pro jednotlivé procesy se zpravidla stará operační systém, pro přístup do ostatních pamětí (video paměť, konfigurační registry apod.) jsou zpravidla použity ovladače zařízení.